# مرفین جونز
مرفین جونز (انگلیسی: Merfyn Jones؛ ۳۰ آوریل ۱۹۳۱ – ۴ اکتبر ۲۰۱۶ (aged 85)) بازیکن فوتبال اهل بریتانیا بود.
از باشگاه‌هایی که در آن بازی کرده‌است می‌توان به باشگاه فوتبال لینکولن سیتی، باشگاه فوتبال اسکانتورپ یونایتد، و باشگاه فوتبال لیورپول اشاره کرد.